# Tab Hunter
Tab Hunter (* 11. Juli 1931 in New York als Arthur Andrew Kelm, später Arthur Andrew Gelien; † 8. Juli 2018 in Santa Barbara, Kalifornien) war ein US-amerikanischer Schauspieler, Popsänger und Autor. Den Höhepunkt seiner Karriere erreichte er in den 1950er-Jahren als Teenager-Idol.

## Leben

### Von Art Kelm zu Tab Hunter
Tab Hunter wurde unter dem Namen Arthur Andrew Kelm (genannt Art) als Sohn deutscher Einwanderer in New York City geboren. Sein Vater war ein Schläger, weshalb sich die Mutter Gertrude Gelien während Hunters Kindheit scheiden ließ. Der Junge zog mit der Mutter nach Kalifornien und erhielt den Mädchennamen seiner Mutter, Gelien. Als Teenager war er Eiskunstläufer. Mit 15 Jahren ging er zur Küstenwache, wofür er sich auf Papieren ein wenig älter machen musste. Mit 18 Jahren erhielt er ohne Schauspielausbildung seine erste kleine Filmrolle. Als er in das Filmgeschäft einstieg, gab ihm sein Agent Henry Willson seinen neuen Namen Tab Hunter. Auf die Frage, wann er sich an seinen neuen Künstlernamen gewöhnt habe, antwortete Hunter einmal: „Ich glaube, das war, als ich einen Scheck erhielt, auf dem geschrieben stand: Auszuzahlen an Tab Hunter. Ich dachte: Wow, 250 Dollar!“

### Star bei Warner Brothers
Seine erste Hauptrolle spielte Hunter 1952 in Insel der Verheißung (Island of Desire, auch Saturday Island) als Partner von Linda Darnell. In dem Film, der auf einer Südseeinsel spielt, ist der blonde, durchtrainierte Hunter in einem Großteil der Szenen mit nacktem Oberkörper zu sehen. Dank seines guten Aussehens etablierte er sich schnell als Teenager-Idol auf der Leinwand und im Fernsehen.

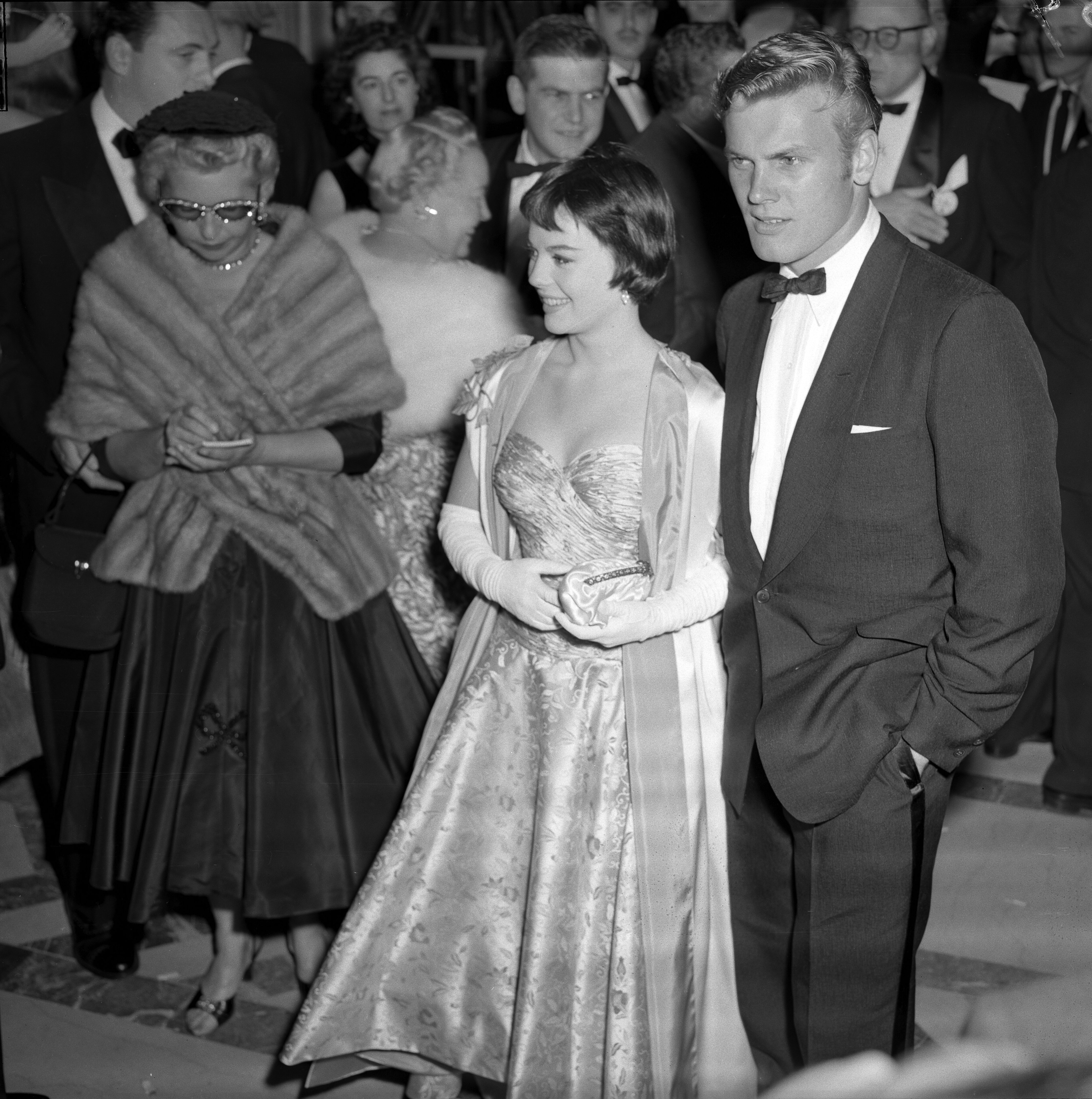
Tab Hunter mit Natalie Wood bei der 28. Oscarverleihung (1956)

Endgültig berühmt wurde er 1955 durch größere Rollen in den Kriegsfilmen Urlaub bis zum Wecken und Der Seefuchs, in letzterem spielte er neben John Wayne und Lana Turner. Anschließend wurde er Filmpartner bekannter Schauspielerinnen wie Natalie Wood in Playboy – Marsch, marsch! (1956) und Sophia Loren in Sidney Lumets Tragikomödie So etwas von Frau! (1959).  Zwischen 1955 und 1959 war Hunter an den Kinokassen kontinuierlich der kommerziell erfolgreichste Star von Warner Brothers.
Mit einer differenzierten Schurkenrolle im Western Duell im Morgengrauen aus dem Jahr 1958 versuchte Hunter sich etwas von seinem Image als freundlicher „Junge von nebenan“ zu lösen. Ebenfalls 1958 war die gleichnamige Verfilmung von Damn Yankees! unter Regie von Stanley Donen mit einer Oscar- und einer Golden-Globe-Nominierung ein großer Erfolg in den USA; mit Ausnahme von Hunter war die gesamte Besetzung des Films bereits am Broadway in dem Musical von Jerry Ross und Richard Adler aufgetreten. Das Stück erzählt von einem Baseballfan (Hunter), der einen Pakt mit dem Teufel schließt, damit sein Team gewinnt. Außerdem spielte Hunter 1958 die Titelrolle in einer Fernsehübertragung des Eislaufmusicals Hans Brinker, or the Silver Skates.

### Musikkarriere
1956 nahm Hunter bei Dot Records seine erste Schallplatte auf, die Coverversion eines Songs von Ric Cartey, Young Love, den auch Countrystar Sonny James bereits veröffentlicht hatte. Obwohl er eigentlich nur ein Amateursänger war, landete er damit 1957 einen Nummer-eins-Hit in den USA und Großbritannien; James musste sich dagegen mit Platz 2 (USA) bzw. Platz 11 (UK) zufriedengeben. Insgesamt blieb Young Love in der Tab-Hunter-Version für sechs Wochen auf Platz 1 der amerikanischen Charts. Der Verkaufserfolg von Hunters Schallplatte war der Anlass für sein Filmstudio Warner Brothers, ihr eigenes Plattenlabel Warner Bros. Records zu gründen, wo Hunters nachfolgende Platten veröffentlicht wurden. Die Nachfolgesingle Ninety-Nine Ways kam auf Platz 11 (USA) bzw. Platz 5 (UK). Weitere Singles gelangten in die US-Charts, Top-Ten-Notierungen blieben allerdings aus.

### Abfall der Popularität und zweite Karriere
Tab Hunter kaufte sich aus seinem Vertrag bei Warner Brothers, um fortan ohne Einfluss des Studios seine Rollen auswählen zu können. Zwischen 1960 und 1961 hatte er eine eigene halbstündige Sitcom, The Tab Hunter Show, im Fernsehen. Zu dieser Zeit war er auch in der Auswahl für die Hauptrolle der Verfilmung von West Side Story, doch die Produzenten hielten ihn schon für zu alt. Im Juli 1960 nahm ihn die Polizei von Glendale fest, da er angeblich seinen Hund geschlagen haben soll. Die Anzeige kam von einer Nachbarin, die wütend auf Hunter war, da er nicht ihre Einladung zum Abendessen angenommen hatte. Die Jury sprach ihn frei, doch sein sauberes Image nahm durch den Vorfall Schaden.
In den USA sank seine Popularität nach dem Weggang von Warner Brothers zusehends und er erhielt bald nur noch Angebote für zweitklassige Produktionen. Er arbeitete daraufhin vermehrt als Theaterschauspieler. In der zweiten Hälfte der 1960er ließ Hunter sich zeitweise in Südfrankreich nieder und spielte in mehreren italienischen Produktionen mit. In den 1970er-Jahren stand er vermehrt in einzelnen Episoden von Fernsehserien wie Die Leute von der Shiloh Ranch, Cannon, Love Boat oder Hawaii Fünf-Null vor der Kamera. Neben der Schauspielerei betätigte sich Hunter gleichzeitig als Pferdezüchter auf seiner Ranch. Pferde bezeichnete Hunter als eine lebenslange Leidenschaft, bereits als Jugendlicher hatte er als Stalljunge gearbeitet.
Seine Karriere wurde in den 1980ern wiederbelebt, als er mit Divine in John Waters’ Polyester (1981) und in Paul Bartels Geier, Geld und goldene Eier (Lust in the Dust, 1985) auf der Leinwand zu sehen war. In diesen Filmkomödien parodierte er sein Image als Frauenschwarm. Tab Hunter sang auch den Titelsong von Polyester, den Debbie Harry und Chris Stein von Blondie geschrieben hatten. Außerdem war er 1982 als Biologielehrer Mr. Stuart im Musicalfilm Grease 2 zu sehen, in diesem Film sang er das Lied Reproduction. 1992 schrieb und produzierte er den Pferdefilm Jet, der Schwarze Hengst, in dem er auch eine Nebenrolle übernahm. Anschließend zog er sich aus dem Filmgeschäft zurück. Für seine Kinoarbeit erhielt Hunter einen Stern auf dem Hollywood Walk of Fame.

### Das Coming Out und späteres Leben

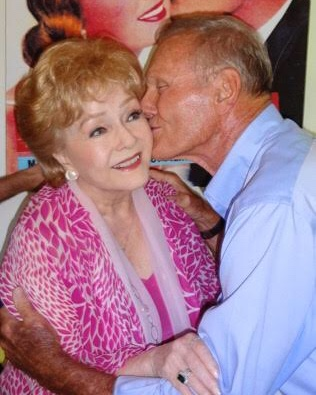
Hunter mit seiner ehemaligen Filmpartnerin Debbie Reynolds (2016)

Im Oktober 2005 veröffentlichte Hunter seine Autobiografie Tab Hunter Confidential: The Making of a Movie Star. Er outete sich darin als homosexuell und bestätigte damit Gerüchte, die seit dem Höhepunkt seiner Karriere im Umlauf waren. Im Buch erzählt er auch von einer zwei Jahre andauernden Beziehung mit Anthony Perkins. Er hatte außerdem eine Beziehung mit Eiskunstläufer Ronald Robertson sowie Affären mit Rudolf Nurejew und Helmut Berger.
Hunters Homosexualität stand in scharfem Kontrast zu seinem Image der 1950er-Jahre als „Frauenheld“. Seine Agentur brachte, als Hunter auf der Höhe seiner Karriere stand, Geschichten in Jugendzeitschriften und Boulevardblättern in Umlauf, in denen er mit vielen jungen Starlets seiner Zeit in Verbindung gebracht wurde. Einige Zeit galt er als der „Boyfriend“ seiner mehrmaligen Filmpartnerin Natalie Wood. Hunter stand dabei immer in der Gefahr, von den mächtigen Klatschblättern Hollywoods geoutet zu werden. 1955 brachte das Magazin Confidential einen Skandalbericht, in dem Hunters Verhaftung wegen Teilnahme an einer homosexuellen Party angedeutet wurde. Hunters ehemaliger Agent Willson hatte die Geschichte an Confidential verraten, die im Gegenzug davon absah, Willsons Klienten Rock Hudson zu outen. Die Veröffentlichung hatte am Ende aber wenig Auswirkung auf Hunters Karriere.
Im Jahr 2015 erschien unter dem Titel Tab Hunter Confidential eine Film-Dokumentation von Jeffrey Schwarz über Hunters Leben, in der sowohl der mittlerweile über 80-jährige Schauspieler als auch ehemalige Kollegen und Weggefährten wie Debbie Reynolds, Robert Wagner, George Takei und Clint Eastwood zu Wort kommen. Der Film startete mit guten Kritiken in den USA. Im Juni 2018 gaben J. J. Abrams und Zachary Quinto bekannt, dass sie – basierend auf Hunters Autobiografie – seine Beziehung mit Anthony Perkins verfilmen wollen.
Tab Hunter lebte zuletzt mit dem Filmproduzenten Allan Glaser, der seit 1983 sein Partner war, in Montecito (Kalifornien). Hunter starb im Juli 2018, drei Tage vor seinem 87. Geburtstag, unerwartet an einem durch eine Thrombose verursachten Herzstillstand.

## Filmografie (Auswahl)
- 1950: Gnadenlos gehetzt (The Lawless)
- 1952: Insel der Verheißung (Saturday Island)
- 1953: Überfall in Texas (Gun Belt)
- 1953: Spur in der Wüste (The Steel Lady)
- 1954: Die Banditeninsel von Karabei (Return to Treasure Island)
- 1954: Spur in den Bergen (Track of the Cat)
- 1955: Urlaub bis zum Wecken (Battle Cry)
- 1955: Der Seefuchs (The Sea Chase)
- 1956: Horizont in Flammen (The Burning Hills)
- 1956: Playboy – Marsch, marsch! (The Girl He Left Behind)
- 1958: Hans Brinker and the Silver Skates (Fernsehfilm)
- 1958: Lafayette Escadrille
- 1958: Duell im Morgengrauen (Gunman’s Walk)
- 1958: Damn Yankees
- 1959: Meet Me in St. Louis (Fernsehfilm)
- 1959: So etwas von Frau! (That Kind of Woman)
- 1959: Sie kamen nach Cordura (They Came to Cordura)
- 1960–1961: Ein Playboy hat's schwer (The Tab Hunter Show, Fernsehserie, 32 Folgen)
- 1961: In angenehmer Gesellschaft (The Pleasure of His Company)
- 1962: Der goldene Pfeil (L’arciere delle mille e una notte)
- 1963: Sprengkommando Ledernacken (Operation Bikini)
- 1964: Amos Burke (Burke’s Law, Fernsehserie, Folge 1x24)
- 1964: Surfen auf Leben und Tod (Ride the Wild Surf)
- 1965: Stadt im Meer (City Under the Sea)
- 1965: Tod in Hollywood (The Loved One)
- 1966: Birds Do It
- 1967: Die gefährlichen Abenteuer des Jerry Parker (El dedo del destino)
- 1967: Texas-Desperados (Hostile Guns)
- 1968: Django – sein letzter Gruß (La vendetta è il mio perdono)
- 1969: 1944 – Die Brücke über die Elbe (No importa morir)
- 1970: Die Leute von der Shiloh Ranch (The Virginian, Fernsehserie, Folge 8x24)
- 1972: Cannon (Fernsehserie, Folge 1x16)
- 1972: Sweet Kill
- 1972: Das war Roy Bean (The Life and Times of Judge Roy Bean)
- 1973: Die Sieben vom Holzfällercamp (Timber Tramps)
- 1975: Der Sechs-Millionen-Dollar-Mann (The Six Million Dollar Man, Fernsehserie, Folge 2x12)
- 1976: McMillan & Wife (Fernsehserie, Folge 5x06)
- 1976: Won Ton Ton – der Hund, der Hollywood rettete (Won Ton Ton, the Dog Who Saved Hollywood)
- 1977: Love Boat (The Love Boat, Fernsehserie, Folge 1x06)
- 1978: Make-up und Pistolen (Police Woman, Fernsehserie, Folge 4x10)
- 1978: Hawaii Fünf-Null (Hawaii Five-O, Fernsehserie, Folge 11x02)
- 1978: Playmate des Monats (Katie: Portrait of a Centrefold, Fernsehfilm)
- 1980: Drei Engel für Charlie (Charlie’s Angels, Fernsehserie, Folge 4x21)
- 1981: Polyester
- 1982: Freitag, der 713. (Pandemonium)
- 1982: Grease 2
- 1982: Benson (Fernsehserie, 2 Folgen)
- 1983/1984: Ein Colt für alle Fälle (The Fall Guy, Fernsehserie, 2 Folgen)
- 1984: Geier, Geld und goldene Eier (Lust in the Dust)
- 1988: Cameron (Cameron’s Closet)
- 1988: Grotesk - Kampf ums Überleben (Grotesque)
- 1988: Mächte des Grauens (Out of the Dark)
- 1992: Jet, der schwarze Hengst (Dark Horse) (außerdem Produzent und Drehbuchautor)
- 2015: Tab Hunter Confidential (Dokumentarfilm)

## Diskografie

### Alben
- 1958: Tab Hunter
- 1958: When I Fall in Love
- 1960: R.F.D. Tab Hunter
- 1961: Young Love
- 2001: The Very Best of Tab Hunter (Kompilation)
- 2005: Young Love – The Best of Tab Hunter (Kompilation)

### Soundtracks
mit Songs von Tab Hunter:
- 1958: Hans Brinker, or the Silver Skates
- 1958: Damn Yankees
- 1981: Polyester
- 1982: Grease 2